# Cardiff Metropolitan Ladies Association Football Club
Il Cardiff Metropolitan Ladies Association Football Club è una squadra di calcio femminile gallese della città di Cardiff, facente parte della Cardiff Metropolitan Athletic Union, la polisportiva dell'università cittadina. Milita nella Adran Premier, la massima serie del campionato gallese femminile di calcio, della quale ha vinto sei edizioni.

## Palmarès
- Campionato gallese: 6

2011-2012, 2013-2014, 2014-2015, 2015-2016, 2017-2018, 2018-2019
- Coppa del Galles: 3

2013-2014, 2016-2017, 2018-2019

## Statistiche

### Risultati nelle competizioni UEFA
| Stagione | Competizione     | Fase                     | Avversario           | Risultato | Risultato | Risultato |
| Stagione | Competizione     | Fase                     | Avversario           | andata    | ritorno   | aggregato |
| -------- | ---------------- | ------------------------ | -------------------- | --------- | --------- | --------- |
| 2012-13  | Champions League | gironi di qualificazione | ASA Tel Aviv         | 0-5       | 0-5       | 0-5       |
| 2012-13  | Champions League | gironi di qualificazione | SFK 2000             | 0-1       | 0-1       | 0-1       |
| 2012-13  | Champions League | gironi di qualificazione | Peamount United      | 0-4       | 0-4       | 0-4       |
| 2014-15  | Champions League | gironi di qualificazione | ASA Tel Aviv         | 0-2       | 0-2       | 0-2       |
| 2014-15  | Champions League | gironi di qualificazione | Standard Liegi       | 0-10      | 0-10      | 0-10      |
| 2014-15  | Champions League | gironi di qualificazione | Atlético Ouriense    | 2-1       | 2-1       | 2-1       |
| 2015-16  | Champions League | gironi di qualificazione | Medyk Konin          | 0-5       | 0-5       | 0-5       |
| 2015-16  | Champions League | gironi di qualificazione | Gintra Universitetas | 1-5       | 1-5       | 1-5       |
| 2015-16  | Champions League | gironi di qualificazione | Wexford Youths       | 1-5       | 1-5       | 1-5       |
| 2016-17  | Champions League | gironi di qualificazione | NSA Sofia            | 4-0       | 4-0       | 4-0       |
| 2016-17  | Champions League | gironi di qualificazione | Spartak Subotica     | 2-3       | 2-3       | 2-3       |
| 2016-17  | Champions League | gironi di qualificazione | Breiðablik           | 0-8       | 0-8       | 0-8       |

## Organico

### Rosa 2016-2017
Rosa e numeri come da sito UEFA.
| N. |                       | Ruolo | Calciatrice       |
| -- | --------------------- | ----- | ----------------- |
| 1  | Portogallo (bandiera) | P     | Sara Moreira      |
| 2  | Galles (bandiera)     | C     | Sophie Scherschel |
| 3  | Galles (bandiera)     | D     | Rebecca Mathias   |
| 4  | Galles (bandiera)     | D     | Tija Richardson   |
| 5  | Galles (bandiera)     | D     | Stephanie Turner  |
| 6  | Galles (bandiera)     | C     | Emily Allen       |
| 7  | Galles (bandiera)     | C     | Eleanor Sargent   |
| 8  | Galles (bandiera)     | C     | Lily Agg          |
| 9  | Galles (bandiera)     | C     | Robyn Pinder      |

| N. |                        | Ruolo | Calciatrice         |
| -- | ---------------------- | ----- | ------------------- |
| 10 | Galles (bandiera)      | A     | Erin Murray         |
| 11 | Galles (bandiera)      | C     | Chloe O'Connor      |
| 12 | Galles (bandiera)      | D     | Hannah Bluck        |
| 13 | Galles (bandiera)      | P     | Yzabelle Taylor     |
| 14 | Galles (bandiera)      | C     | Aimee Todd          |
| 15 | Galles (bandiera)      | A     | Emma Tustin         |
| 16 | Portogallo (bandiera)  | A     | Josiane Vasconcelos |
| 17 | Galles (bandiera)      | C     | Lois Regan          |
| 18 | Inghilterra (bandiera) | C     | Stacey Ayling       |